# Położnictwo

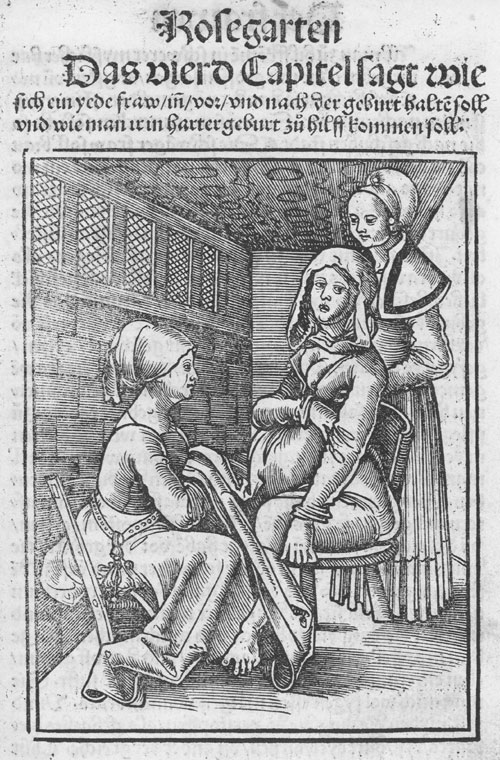
Karta z dzieła Der Swangern frawen vnd hebamme(n) roszgarte(n) Euchariusa Rößlina), pierwszego dzieła dla położnych

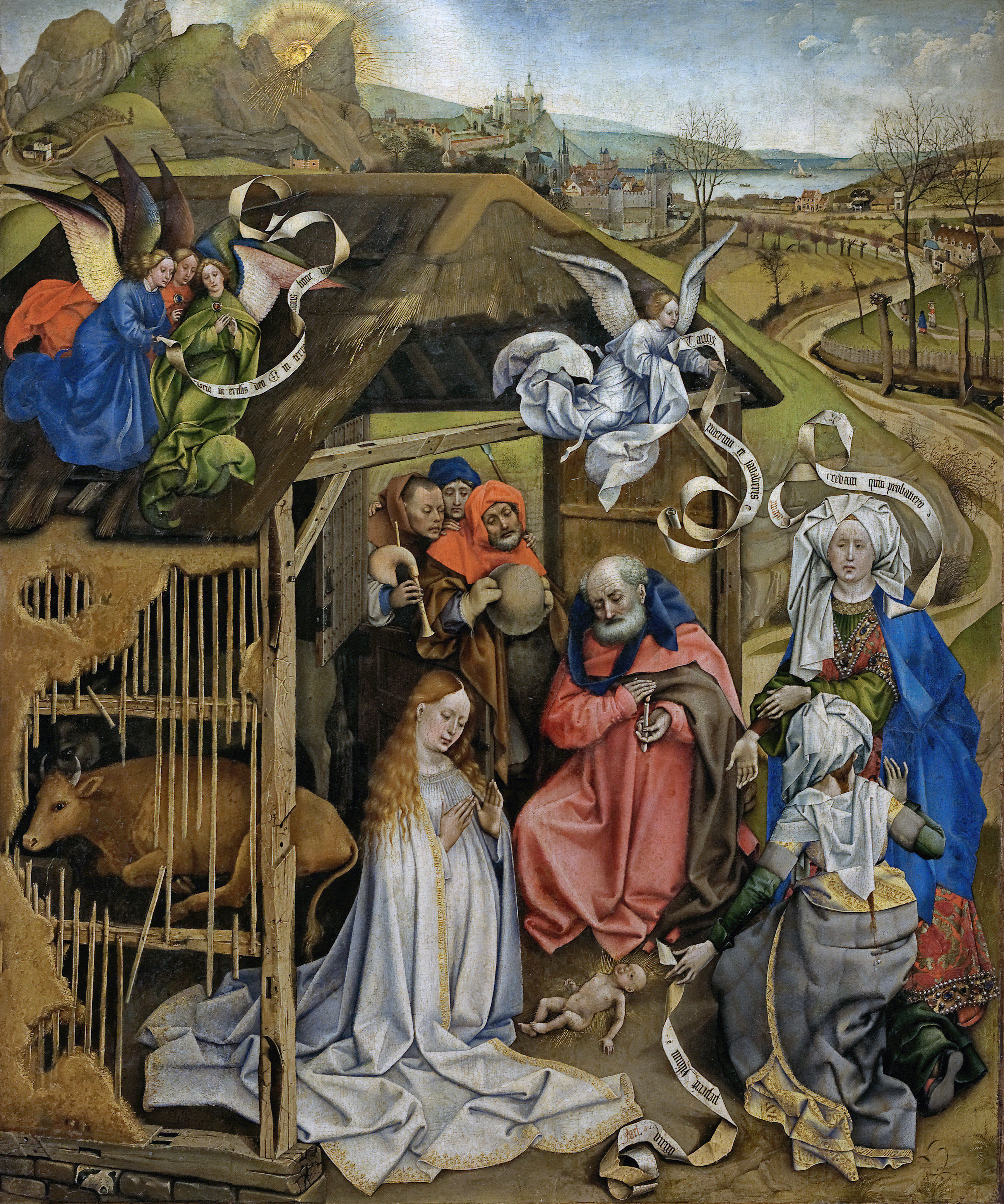
Józef z Nazaretu przyprowadza dwie położne do rodzącej Marii, jednak przybywają na miejsce już po narodzeniu Jezusa. Alegoryczny obraz Roberta Campina z lat 20. XV wieku.

Położnictwo – dziedzina medycyny zajmująca się fizjologicznym okresem ciąży, porodu i połogu. Ściśle związana z ginekologią.
W starożytności położnictwo opierało się wyłącznie na intuicji. Współczesne położnictwo oparte jest na podstawach naukowych, które budowano od XVI w. (Ambroise Paré i in.) W Polsce wchodzi w zakres specjalizacji lekarskiej położnictwo i ginekologia, której konsultantem krajowym od 1 sierpnia 2017 jest prof. dr hab. Krzysztof Czajkowski.

## Historia

### Starożytność
W kulturach starożytnej Sparty, Rzymu czy Chin, za zdrowe i mające szanse na przeżycie uważano jedynie dzieci urodzone w terminie i zdrowo wyglądające. Pozostałym pozwalano umrzeć z przyczyn naturalnych, lub też ich śmierć wywoływano poprzez składanie ich w ofierze lub celowe wystawienie na chłód. 
Mimo to odniesienia do położnictwa traktowanego naukowo pojawiają się już w najdawniejszych tekstach. W Starożytnym Egipcie położnictwo traktowano jako zajęcie kobiece, jak zaświadcza Papirus Ebersa spisany ok. 1550-1500 r. p.n.e. Pięć kolumn tego dzieła traktuje o położnictwie i ginekologii, szczególnie o przyspieszaniu porodu oraz prognozach przeżycia noworodków. Z kolei Papirus Westcar z ok. 1700 r. p.n.e. zawiera instrukcje dotyczące przewidywania terminu porodu, opisuje także kilka różnych typów krzeseł porodowych. O obecności wyspecjalizowanych położnych w kulturze Egiptu świadczą także płaskorzeźby w pokojach urodzeń królewskich w Luksorze i w innych kompleksach świątynnych.
W Starym Testamencie pojawia się m.in. instrukcja dotycząca obrzezania wszystkich Izraelitów w ósmym dniu po narodzeniu, a także przykazanie, by matki przynosiły na rytualne oczyszczenie do Świątyni Jerozolimskiej czterdziestodniowych chłopców i osiemdziesięciodniowe dziewczynki. Tekst ten, w Księdze Rodzaju, wzmiankuje również położną, dzięki której - pomimo śmierci Racheli w połogu - urodził się zdrowy Beniamin. Z kolei w Księdze Wyjścia faraon każe dwóm położnym zabijać wszystkich nowo narodzonych żydowskich chłopców, jednak te sprzeciwiają się jego rozkazowi i ratują dzieci od śmierci. 